# Ashfield District
Ashfield ist ein District in der Grafschaft Nottinghamshire in England. Verwaltungssitz ist die Stadt Kirkby-in-Ashfield. Weitere bedeutende Orte sind Annesley, Hucknall, Huthwaite und Sutton-in-Ashfield.
Der Bezirk wurde am 1. April 1974 gebildet und entstand aus der Fusion der Urban Districts Hucknall, Kirkby-in-Ashfield und Sutton-in-Ashfield sowie eines Teils des Rural District Basford.